# Pawel Anatoljewitsch Sudoplatow

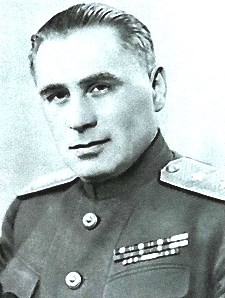
Pawel Sudoplatow

Pawel Anatoljewitsch Sudoplatow (russisch Павел Анатольевич Судоплатов, wiss. Transliteration Pavel Anatol'evič Sudoplatov; * 7. Juli 1907 in Melitopol, damals Gouvernement Taurien, Russisches Reich; † 24. September 1996 in Moskau) war ein General des sowjetischen Geheimdienstes NKWD. Zu den Operationen, an denen er beteiligt war, gehören unter anderem die Morde an Leo Trotzki und dem ukrainischen Nationalisten Jewhen Konowalez sowie die Beschaffung von Informationen über das Atomprogramm der USA, das Manhattan-Projekt.

## Leben
Sudoplatow wurde als Sohn eines ukrainischen Vaters und einer russischen Mutter geboren. Als sein Vater früh verstarb und die Familie in Armut verfiel, trat er 1919 im Alter von zwölf Jahren in die Rote Armee ein und kämpfte im Russischen Bürgerkrieg auf der Seite der Bolschewiki. Durch seinen Einsatz in der Nachrichtenübermittlung machte er erste Erfahrungen mit der geheimdienstlichen Arbeit und wurde schließlich 1927 zur geheimen politischen Abteilung der ukrainischen OGPU versetzt.
Bereits 1933 wurde er in die OGPU-Zentrale nach Moskau versetzt und für verdeckte Operationen in mehreren europäischen Staaten eingesetzt. Im Rahmen einer derartigen Operation ermordete Sudoplatow am 23. Mai 1938 auf Stalins direkten Befehl den ukrainischen Nationalisten Jewhen Konowalez in Rotterdam mittels einer als Geschenk getarnten Sprengfalle.
Im Herbst 1938 wurde er zum geschäftsführenden Direktor der Auslandsabteilung des NKWD ernannt, nachdem sein Vorgänger Sergei Spigelglas den zu dieser Zeit durchgeführten Säuberungen innerhalb des Geheimdienstes zum Opfer gefallen war, die von dem Geheimdienstchef Nikolai Jeschow initiiert waren, als Herrschaft Jeschows bekannt wurden und schließlich zu dessen Sturz führen sollten. Nach der Ersetzung Jeschows durch Lawrenti Beria im Dezember 1938 entging Sudoplatow selbst nur knapp der Säuberung von „Jeschow-Anhängern“ innerhalb des NKWD durch Beria, als Stalin ihn im März 1939 von allen Vorwürfen freisprach und ihn zum stellvertretenden Direktor der Auslandsabteilung beförderte. In dieser Position wurde er damit beauftragt, die Ermordung Trotzkis zu organisieren, die am 20. August 1940 von Ramón Mercader ausgeführt wurde.
Ab Juni 1940 bestand Sudoplatows Aufgabe darin, Spezialaufgaben innerhalb des NKWD zu organisieren. Sudoplatow ist damit der erste Kommandeur der sowjetischen Form von Spezialeinheiten im Zweiten Weltkrieg, die neben Sabotageoperationen hinter den feindlichen Linien im Kriegsfalle auch weiterhin die Ermordung von Dissidenten im Ausland durchführten. Während des Zweiten Weltkriegs organisierte seine Einheit den Partisanenkrieg im Rücken der Wehrmacht, einschließlich Anschlägen und Sabotageaktionen.
Während des Zweiten Weltkriegs erarbeitete Sudoplatow zusammen mit Iljin, einem weiteren hochrangigen Mitarbeiter der NKWD, einen Plan zur Liquidierung Hitlers. Hitler sollte von einer Gruppe sowjetischer Agenten unter der Führung von Igor Miklaszewski – der zu diesem Zweck im Jahr 1943 nach Deutschland eingeschleust wurde – liquidiert werden. Den Zugang der Agenten zu Hitler sollten Olga Tschechowa und Janusz Radziwiłł herstellen. Im letzten Moment wurde der Plan auf Anordnung Stalins fallen gelassen. Stalin befürchtete, dass im Falle einer erfolgreichen Liquidierung Hitlers Deutschland einen Separatfrieden mit den Alliierten ohne Beteiligung der Sowjetunion schließen würde. Ab Herbst 1944 bis Kriegsende wurde unter seiner Leitung die Operation Beresino (russisch: Операция Березино) ausgeführt. Dabei wurde der Wehrmacht per Funk die Existenz einer hinter der Front versprengten deutschen Kampfgruppe unter dem Kommando des tatsächlich in sowjetische Gefangenschaft geratenen Oberstleutnants Heinrich Scherhorn vorgetäuscht, um diese zur Versorgung der Gruppe aus der Luft zu verleiten und so an kriegswichtige Ressourcen zu kommen.
Im Februar 1944 ernannte Beria Sudoplatow zum Leiter einer neu geschaffenen Abteilung S, in der die gesamte nachrichtendienstliche Tätigkeit des GRU und des NKWD in Bezug auf die atomare Rüstung gebündelt wurde. Zugleich erhielt er einen leitenden Posten im sowjetischen Atombomben-Projekt, wo er vornehmlich Koordinationsaufgaben wahrnahm. Von beiden Funktionen wurde er im Sommer 1946 entbunden. Stattdessen wurde ihm die Leitung einer Gruppe im MGB zugewiesen, die im westlichen Ausland Sabotageakte durchführen sollte. Im November 1949 erhielt er kurzfristig die Aufgabe, die Ukrainische Aufständische Armee zu zerschlagen, die dort noch vor und während des Zweiten Weltkriegs von dem ukrainischen Nationalisten Stepan Bandera gebildet worden war.
Im Frühjahr 1953 wurde Sudoplatow dann neuerlich mit der Leitung des Büros für Spezialaufgaben betraut. Wieder war er für Sabotageakte im Ausland zuständig. Zudem wurden Netzwerke von Auslandsagenten aufgebaut, die im Kriegsfalle Angriffe auf Einrichtungen der NATO durchführen sollten.
Mit dem Sturz Berias im Juni 1953 endete auch Sudoplatows Karriere. Er wurde seiner Posten enthoben und verhaftet. Nach fünfjähriger Haft wurde er im Herbst 1958 wegen der angeblichen Beteiligung an einer von Beria geleiteten Verschwörung zum Sturz der Regierung zu 15 Jahren Gefängnis verurteilt.
Nach seiner Entlassung aus dem Gefängnis, wo er mit einigen prominenten Anhängern Stalins seine Tage verbracht hatte, arbeitete Sudoplatow ab 1968 als Übersetzer deutscher und ukrainischer Texte. Ferner verfasste er einen Roman und einige Schriften über seine Tätigkeit im Zweiten Weltkrieg. 1992 wurde Sudoplatow, nachdem er die Glasnostpolitik zu einer öffentlichen Kampagne genutzt hatte, rehabilitiert und von sämtlichen Vergehen, wegen derer er verurteilt worden war, freigesprochen.
1994 wurde in den USA seine Autobiographie unter dem Titel Special Tasks veröffentlicht, die er zusammen mit seinem Sohn und zwei US-amerikanischen Autoren verfasst hatte. Das Buch verursachte einen bemerkenswerten Eklat, da es neben einer detaillierten Beschreibung diverser Geheimdienstoperationen und der internen Organisation des Geheimdienstes auch die Behauptung enthielt, dass mehrere westliche Wissenschaftler, die am US-Atomprogramm beteiligt waren, die Sowjetunion mit geheimen Informationen versorgt hätten. Diese Behauptung wurde mehrfach angezweifelt.

## Nachleben
Sudoplatow wurde auf dem Donskoi-Friedhof in Moskau beigesetzt.
Ein Bataillon der russischen Streitkräfte, das 2023 im Krieg gegen die Ukraine in der Region Saporischschja zum Einsatz kam, wurde nach ihm benannt.

## Publikationen
- Hrsg. Anatolii Sudoplatov: Der Handlanger der Macht. Die Enthüllungen eines KGB-Generals. Econ Verlag, Düsseldorf 1994. ISBN 3-430-18906-3 (1996 in russischer Sprache erschienen) 1995 in englischer Sprache als

Special tasks - the memoirs of an unwanted witness, a Soviet spymaster. Little, Boston und London 1994.
- Spezoperazii. Ljubanka i Kreml. 1930—1950 gody. Olma-Press, Moskau 1997. ISBN 5-94849-202-8 Online-Version (Spezialoperationen: Lubjanka und Kreml 1930 bis 1950).